# جوزيف مونتويا
جوزيف مونتويا (بالإنجليزية: Joseph Montoya) (و. 1915 – 1978 م) هو سياسي، ومحام من الولايات المتحدة الأمريكية .
تولى منصب عضو مجلس الشيوخ الأمريكي .وهو عضو في الحزب الديمقراطي الأمريكي .